# Benigno Zaccagnini
Benigno Zaccagnini, né le 17 avril 1912 à Faenza et mort le 5 novembre 1989 à Ravenne, est un homme politique italien qui a été député, sénateur et ministre de plusieurs gouvernements, ainsi que toute sa vie un membre du parti Démocratie chrétienne dont il a été le secrétaire général de 1975 à 1980 durant la période du Compromis historique.